# Astragalus confusus
Astragalus confusus är en ärtväxtart som beskrevs av Aleksandr Andrejevitj Bunge. Astragalus confusus ingår i släktet vedlar, och familjen ärtväxter. Inga underarter finns listade i Catalogue of Life.